# Aleksandar Ivančić
Aleksandar Ivančić (Belgrado, Serbia -entonces Yugoslavia-, 1964) es un Ingeniero Industrial doctorado por la Universidad Politécnica de Cataluña. Combina el ejercicio profesional con la docencia en los campos de la energía, el urbanismo y el medio ambiente. Es actualmente socio y consultor sénior de Ingeniería Aiguasol e investigador en el Institut de Recerca Energètica de Catalunya. Así mismo, es miembro electo de la Sociedad Científica de Serbia. 
Ha ejercido diversos cargos ejecutivos en diferentes empresas, entre las cuales destacan Barcelona Regional, Agencia de Desenvolupament Urbal Archivado el 20 de octubre de 2020 en Wayback Machine. y la Agencia de Energía de Barcelona. Así mismo, ha ejercido de consultor en proyectos para diferentes instituciones como la Comisión Europea, el Banco de desarrollo de América Latina, el Programa de las Naciones Unidas para el Desarrollo y los gobiernos de Kazajistán, República de Mauricio, Argentina (Ministerio de Ciencia, Tecnología e Innovación Productiva de Argentina), Costa Rica (Ministerio de ambiente y Energía de Costa Rica), St. Helena Island o Andorra (Ministerio de Educación). 
Ha impartido docencia en Barcelona Institute of Architecture (BIArch) (2010-12); IQS Universidad Ramon Llull, Barcelona, España (2009-11); UPC UNESCO Cátedra de Sostenibilidad, Barcelona, España (1999-2003). Como profesor invitado ha impartido docencia en diversas universidades como Université de Genève, Princeton University, Universita della Svizzera Italiana, Universita di Sasari, Architectural Association School of Architecture London, Universidad Politécnica de Madrid, Kazan State University of Architecture and Engineering, Aalto University, New Delhi Schoolo of Planning and Architecture, entre otras. 
Es también miembro del International Keio Institute for Architecture and Urbanism (Universidad de Keio, Tokio, Japón ). Fue miembro del Comité de Expertos de Skolkovo Center for Elaboration and Commercialization of New Technologies (Moscú, Rusia). Director científico y redactor del Plan de Mejora Energética de Barcelona, el plan estratégico y de acción adoptado por el Ayuntamiento de Barcelona (2002). El Plan recibió el premio europeo Climate Star 2002, Alianza del Clima (Klimabündnis).
Ha publicado más de cincuenta artículos técnicos y científicos en revistas y libros sobre infraestructuras urbanas, energías renovables, eficiencia energética en edificios, integración de energías renovables en entorno urbano, planificación energética, transferencia de calor y masa y cálculo numérico de dinámica de fluidos. Así mismo es autor de los libros EnergyScapes, Ed. Gustavo Gili y Casos Prácticos de Eficiencia Energética en España, Ed. Fundación Gas Natural.

## Obras

#### Libros
- Ivancic, Aleksandar, EnergyScapes, Editorial Gustavo Gili, S.L, 2010.
- Ivancic, Aleksandar; Pérez Rodríguez, Joan A. Casos prácticos de eficiencia energética en España. Fundación Gas Natural, 2011.